# Reboreda
Reboreda ist ein Ort und eine ehemalige Gemeinde (Freguesia) im Norden Portugals.
Reboreda gehört zum Kreis Vila Nova de Cerveira im Distrikt Viana do Castelo. Die Gemeinde hatte eine Fläche von 6,7 km² und hat 756 Einwohner (Stand 30. Juni 2011).
Am 29. September 2013 wurden die Gemeinden Reboreda und Nogueira zur neuen Gemeinde União das Freguesias de Reboreda e Nogueira zusammengeschlossen. Reboreda ist Sitz dieser neu gebildeten Gemeinde.